# Хартманн, Феликс
Феликс Хартманн (норв. Felix Hartmann; 30 сентября 1893 — 6 июля 1974) — норвежский офицер СС во время Второй мировой войны. Принимал непосредственное участие в уничтожении евреев и партизан в Белоруссии.

## Биография
Родители Хартмана были немцами, отец был генеральным консулом Германии в Норвегии. В годы Первой мировой войны Хартман воевал на Восточном и Западном фронтах, на стороне Германии. Получил Железный крест первой степени.
После Первой мировой войны участвовал в формировании Норвежской федерации ветеранов войны. Это привело к созданию Международной ассоциации ветеранов, лидером которой в течение определённого периода был Хартман.
Во время Второй мировой войны дослужился до звания штурмбаннфюрера.
Будучи в Белоруссии, Хартманн разработал план создания норвежской администрации для Белоруссии и переписывался по этому поводу с Гиммлером и норвежских коллаборационистским правительством. Предполагалась перевозка в Белоруссию норвежских политзаключенных для использования в качестве рабочей силы, переселение норвежских фашистов в качестве хозяев и руководителей, колонизация земли норвежскими крестьянами. В концепции Харрмана не было места для белорусских коллаборационистов. Однако в связи с поражениями германской армии на фронтах и конфликтами внутри норвежской администрации план не был реализован.
После войны был осужден во время чистки от предателей. Руководил бизнесом Felix Hartmann A/S до своей смерти в 1974 году.